# Paço da Giela
O Paço da Giela localiza-se na freguesia de Arcos de Valdevez (São Paio) e Giela, vila e município de Arcos de Valdevez, distrito de Viana do Castelo, em Portugal.
Encontra-se classificado como Monumento Nacional desde 1910.

## História
Segundo o historiador e arqueólogo Mário Barroca, o sítio onde se ergue atualmente o Paço de Giela foi ocupado por um castelo-refúgio anterior ao século XI, do qual resta o troço Norte da muralha. As escavações conduzidas em 2014 identificaram ainda sinais dessa torre adossada à muralha, próxima da atual mas de menores dimensões. Esta estrutura terá perdido importância e seria mesmo abandonada, possivelmente na segunda metade do mesmo século.
Não há certezas sobre a data em que o sítio de Giela adquiriu a sua segunda configuração, marcada pela presença de uma torre senhorial. A análise estilística de Mário Barroca levou-o a defender que se tratava "de uma construção do primeiro quartel do século XIV, da fase final do reinado de D. Dinis, ou quando muito do segundo quartel da centúria".:159
Esta datação coincide com a possibilidade de ter sido fundada por D. João Fernandes de Lima, casado com Maria Anes de Aboim, sugerida por outros autores. Sabe-se sim que em 1398, João I doou a "casa de Geella", junto com a Terra de Valdevez, a Fernão Anes de Lima, pai do 1.º visconde de Vila Nova de Cerveira, D. Leonel de Lima.

## Atualidade

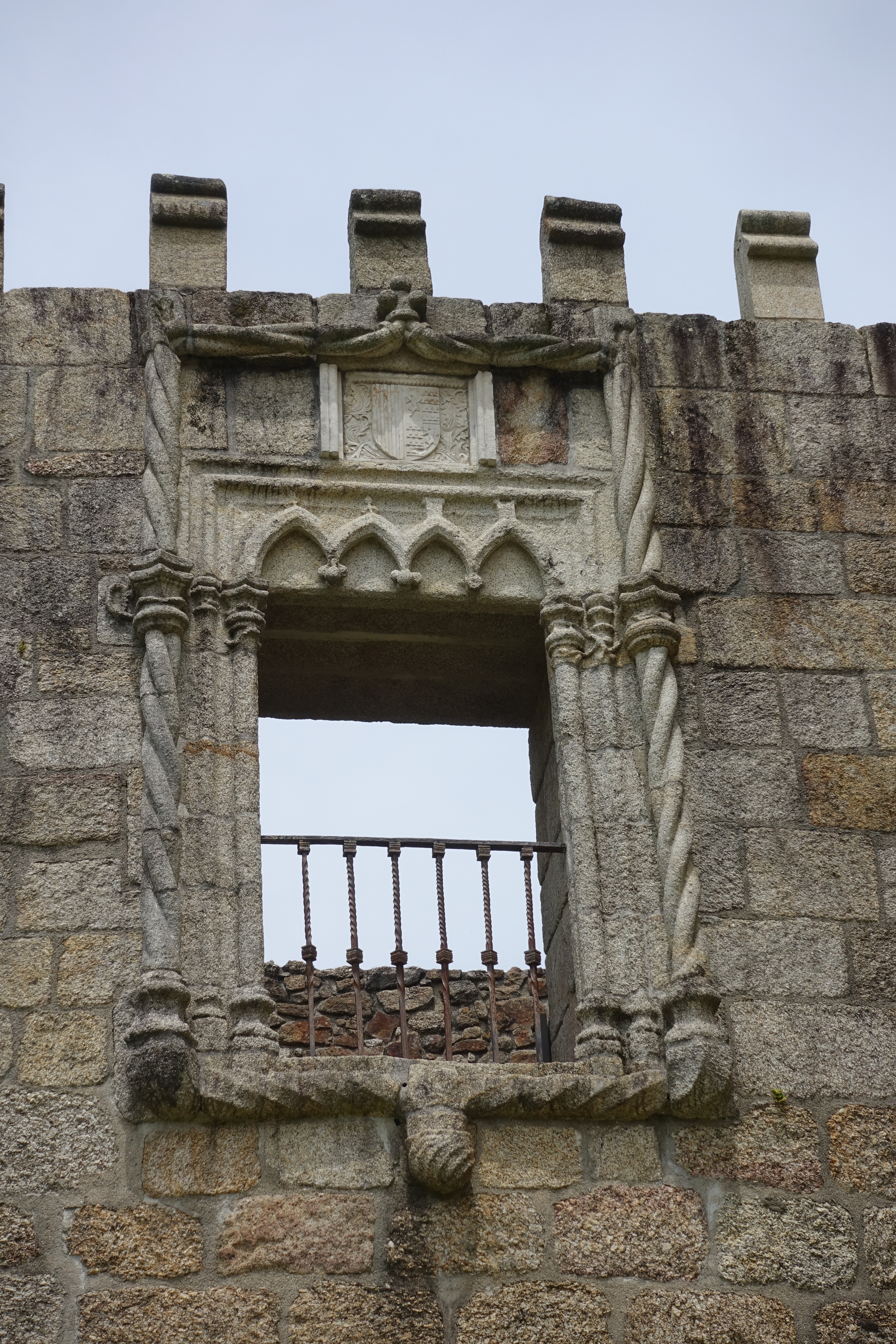
Janela manuelina

O seu aspeto atual é resultado de duas grandes etapas construtivas: a da primeira metade do século XIV, e outra, de inícios do século XVI, para além de espaço de vivência e utilização agrícola dos séculos XIX e XX.
É propriedade do Município de Arcos de Valdevez desde 1999. Abriu totalmente recuperado e reabilitado após um projeto de intervenção, amplo e multidisciplinar, com um investimento de 1,2 milhões de euros, financiado por Fundos Estruturais da Comunidade Europeia e do Município arcuense.
A inauguração foi em 11 de Julho de 2015, Dia do Concelho, e inseriu-se no programa de comemoração dos 500 Anos do Foral de Valdevez. A cerimônia foi presidida pelo então Primeiro-Ministro Pedro Passos Coelho.
A intervenção dotou o imóvel de valências culturais e de promoção turística e insere-se num projeto para aquela área, constituída pelos edifícios classificados e por uma propriedade envolvente com 22 hectares totais, propriedade municipal, denominado de Parque Urbano do Paço de Giela, e que conhecerá intervenções futuras de beneficiação.
Para além da reabilitação total do imóvel composto pela torre e antigas áreas habitacionais, e em respeito pelas características históricas e as marcas temporais da sua evolução, a intervenção recuperou as antigas casas dos caseiros como espaço de recepção ao visitante e auditório/área expositiva, bem como a primitiva Capela de Santa Apolónia, do século XVI.
O espaço funciona como um verdadeiro "santuário" patrimonial, num convívio singular entre história e natureza, sendo por tal um dos locais obrigatórios de visita no município e na região, naquele que é considerado um dos mais importantes Monumentos Nacionais e um notável exemplar de residência senhorial acastelada da Idade Média e Moderna.[carece de fontes?]
A antiga Torre do Paço, completamente recuperada, tem no seu interior um espaço interpretativo e expositivo, composto por três pisos, tal como no projeto original: um é dedicado à Arqueologia do Concelho, outro à interpretação do próprio monumento e um terceiro dedicado ao Recontro de Valdevez, que em 1141 opôs Afonso Henriques a seu primo Afonso VII de Leão e Castela. Estes espaços estão apoiados num eficaz e dinâmico projeto que articula as novas tecnologias e a componente museológica.[carece de fontes?]
O topo da torre de menagem, e o seu primitivo caminho de ronda, é um fantástico miradouro sobre as antigas e medievais "Terras de Valdevez" e o belíssimo vale do Rio Vez.[carece de fontes?]